# Giovanni Minuzzo
Giovanni Minuzzo (anche Minutus o Minuto) (... – dopo aprile 1094) è stato un cardinale italiano.

## Biografia
Fu creato cardinale presbitero del titolo di Santa Maria in Trastevere nel concistoro celebrato nel 1061.
Sottoscrisse una bolla papale emessa il 10 maggio 1067 presso il palazzo del Laterano in favore del monastero di Montecassino; sottoscrisse, inoltre, una bolla papale del 20 giugno 1068, relativa alla chiesa di Ferrara. Compare in un documento emesso tra il giugno e l'agosto 1066 ed è ricordato come ecclesia S. Petri apostoli cardinalis e il documento si riferisce Bernardo, vescovo di Populonia e ai oblationes, primitias ac decimas frugum dell'isola d'Elba. Il 1º agosto 1067 fu legato del papa Alessandro II a Milano con il cardinale Mainardo, vescovo di Selva Candida; in seguito fu legato in Inghilterra nel 1070 con il cardinale Pietro di San Crisogono per prendere parte al Concilio di Winchester. Probabilmente prima del 13 novembre 1073 fu nominato vescovo di Labico. Fu legato anche durante il papato di papa Gregorio VII; sottoscrisse una bolla papale emessa l'8 luglio 1089 e relativa all'antipapa Clemente III.
Morì dopo l'aprile 1094, data in cui viene menzionato in un documento per l'ultima volta, probabilmente nel corso dello stesso anno, sicuramente prima del 14 agosto 1099, data in cui compare nei documenti per la prima volta il suo successore Bovo.